# Elettromotrici ACOTRAL MA 100

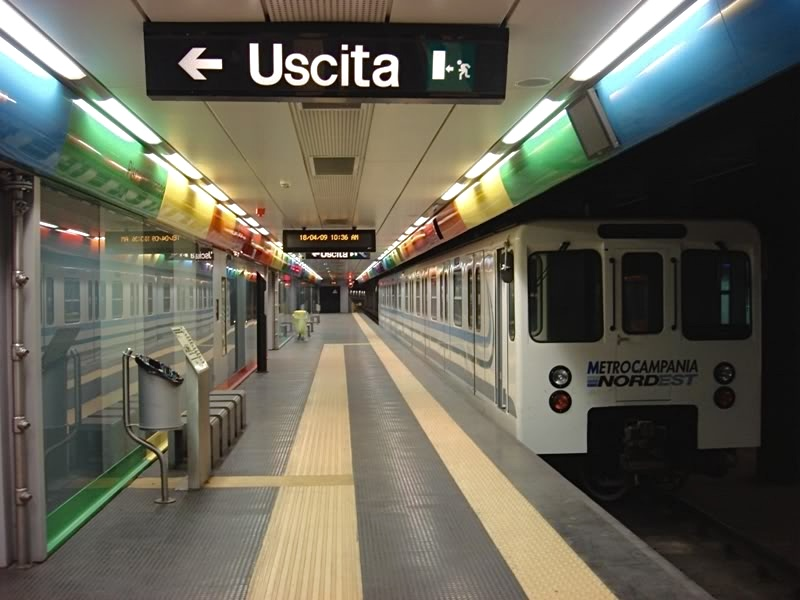
MA100 in livrea MCNE sulla Linea Napoli-Giugliano-Aversa

Le elettromotrici serie MA 100 sono una serie di elettromotrici costruite nella seconda metà degli anni settanta per l'esercizio della linea A della metropolitana di Roma.
Successivamente sono state trasferite sulla ferrovia Roma-Lido e sulla Linea EAV Napoli-Giugliano-Aversa.

## Storia
Nel 1974, in previsione dell'attivazione della Linea A della metropolitana di Roma, l'amministrazione comunale affidò al consorzio Intermetro l'incarico di curare la progettazione e la costruzione di 152 elettromotrici per l'esercizio della linea.
La Intermetro curò la progettazione dei mezzi insieme alla STEFER (esercente della linea) e alle ditte costruttrici, così suddivise:
- la Breda Costruzioni Ferroviarie si occupò della parte meccanica;
- l'Ansaldo, la Ercole Marelli e il TIBB realizzarono l'equipaggiamento elettrico, i motori e i carrelli.

Il progetto, rispondendo a criteri di unificazione, derivava dai treni Serie 300/400 (per quanto riguardava la parte elettrica, come pantografi, carrelli e avviatore) e Serie 150/250 (impostazione generale con quattro porte ad espulsione) della Metropolitana di Milano, introdotte pochi anni prima e in servizio rispettivamente sulle Linee 2 e 1.
Consegnate agli inizi del 1976, dato che la Linea A non era ancora pronta, si decise di utilizzarle per un ciclo di prove sulla ferrovia Roma-Lido, per le quali furono temporaneamente adattate alla sagoma simil-ferroviaria con un "trespolo" per il pantografo e degli spessori sotto le porte per colmare lo spazio tra treno e banchina.
Le consegne si conclusero nel 1979, e l'anno dopo, le MA100 presero finalmente servizio sulla Linea A.
Originariamente circolanti in composizione di 4 elementi (M-M+M-M), furono poi allungati con l'inserimento di una rimorchiata intermedia Serie RA01-38, ottenendo una composizione di 5 vetture (M-M+R+M-M). In seguito, volendo fare comunque una composizione a sei pezzi dei convogli, si optò per una composizione insolita, accoppiando una motrice ed una rimorchiata ed inserendole in mezzo a due Unità di Trazione, ottenendo così una composizione M+M+M+R+M+M; questo perché una composizione con due rimorchiate intermedie avrebbe rischiato di sollecitare troppo i reostati delle motrici, sottoposti a continue sollecitazioni in avviamento e in frenatura. In anni più recenti, alcune motrici furono sottoposte a revisione presso le officine di Verona, ricevendo anche un moderno equipaggiamento di trazione e frenatura a chopper, ciò che consentì  l'inserimento di un'ulteriore rimorchiata, ottenendo una composizione di sei elementi (M-M+R+R+M-M).
Sempre nel 1980, poco dopo l'apertura l'apertura della Linea A, 30 motrici rimaste nel deposito di Magliana vennero date in prestito alla Linea B, la quale aveva parte dei suoi rotabili in revisione, per la composizione di 5 treni a sei elementi sia per il servizio regolare Termini-EUR, sia per i diretti Termini-Lido. Queste motrici smisero di correre sulla Linea B nel 1986, in concomitanza della soppressione dei diretti Termini-Lido, e vennero successivamente restituite alla Linea A.
Le MA 100, sottoposte a ritmi di lavoro intensissimi, rimasero in servizio sulla linea A fino al 2005, quando vennero sostituite dalle nuove MA 300. Parte di esse vennero revisionate e trasferite sulla ferrovia Roma Lido con la nuova livrea Freccia del Mare. Le restanti furono accantonate e vendute per la demolizione.
Le unità trasferite sulla Roma-Lido furono nuovamente adattate alla sagoma simil-ferroviaria della linea, con le stesse modifiche adottate durante le corse prova degli anni '80 (in alcuni casi pure recuperando gli stessi trespoli per i pantografi), oltre che ad inserire delle rondelle tra cassa e carrello per portare l'altezza del pavimento del treno a livello della banchina. Tali rondelle causarono numerosi problemi strutturali alla cassa, e nel 2010 tutte le MA100 "Freccia del Mare" furono ritirate dal servizio a causa della comparsa di evidenti crepe nella struttura. Rimosse le rondelle e sanate le casse, le MA100 furono poi gradualmente reintrodotte
L'ultimo convoglio MA100 in servizio sulla Roma-Lido fu ritirato il 1º Settembre 2018.
Nel 2006, 24 vetture MA100 destinate alla demolizione vennero acquistate dalla società MetroCampania NordEst per l'esercizio della linea Napoli-Giugliano-Aversa da essa gestita, che dalla sua apertura nel 2005 esercita con tre UdT della Serie M1 noleggiate dalla metropolitana di Napoli. 
Le MA100 vennero sottoposte a un intervento di revamping approfondito comprendente la bonifica dall'amianto e il rifacimento degli interni e, nel 2009, entrarono in servizio sulla linea Campana.
Attualmente EAV (subentrata a MNCE nel 2013) dispone di 12 convogli MA100 (non sono state acquistate rimorchiate RA100), generalmente circolanti in composizione di 4 unità (M-M+M-M, esattamente come all'epoca dell'apertura della Linea A nel 1980), anche se recentemente, a causa del fermo di alcune vetture (per via della scarsa manutenzione), sono frequenti anche composizioni minime di sole due vetture (M+M). 
A seguito della radiazione delle MA100 della Linea Roma-Lido nel settembre 2018, le elettromotrici EAV sono attualmente le ultime MA100 in circolazione in Italia: sono arrivati, a novembre 2023, dei nuovi elettrotreni Inneo prodotti dalla CAF con numerazione 001-020 che, terminato il collaudo, manderanno in pensione definitivamente le MA100.

## Caratteristiche
Le MA 100 sono elettromotrici monocabina con cassa in lega leggera saldata elettricamente; l'alimentazione è presa dalla linea aerea mediante pantografi. La tensione nominale di funzionamento è di 1500 V a corrente continua.
L'equipaggiamento elettrico inizialmente era di tipo reostatico, sostituito poi nel corso degli anni '80, su alcune unità, con un dispositivo chopper, che garantiva migliori risparmi di corrente e accelerazioni più fluide.
Le 12 MA100 in servizio sulla Linea Napoli-Giuliano-Aversa non sono dotate dello stesso chopper di trazione con cui furono modificate a Roma negli anni '80 ma conservano l'azionamento reostatico di progetto.
Ogni elettromotrice ha quattro motori tipo GLM 1381 K, due per ogni carrello.
Le elettromotrici sono permanentemente accoppiate a formare delle unità di trazione binate (M + M); è possibile l'accoppiamento a comando multiplo fino a tre unità di trazione, ottenendo treni di 107040 mm di lunghezza, che trasportano 1 212 passeggeri di cui 192 seduti.

## Vetture conservate
La rimorchiata RA.25, in livrea "freccia del mare", è attualmente conservata staticamente nel parco binari della stazione di Montesano-Buonabitacolo (in provincia di Salerno) sulla dismessa linea ferroviaria Sicignano-Lagonegro.
Viene utilizzata come "sala" aggiuntiva per il ristorante-bar situato nel fabbricato viaggiatori della stazione.

## Curiosità
- Le MA100 in composizione di 5 elementi (M-M+R+M-M) nell'originale livrea arancione appaiono frequentemente nel film romantico "La ragazza del metrò" del 1988.[12]

- Le MA100 della Linea Napoli-Giuliano-Aversa sono l'unico caso in Italia di un'elettromotrice metropolitana che abbia prestato servizio su due reti differenti (Roma e Napoli).

- La RA.25 è il primo (e al 2020, l'unico) veicolo di metropolitana italiana ad essere stato preservato.